# Kutry patrolowe typu Sentinel
Kutry patrolowe typu Sentinel – seria amerykańskich kutrów patrolowych służących w United States Coast Guard od 2011 roku. Jednostki powstały w ramach programu Fast Response Cutter, będącego częścią większego przedsięwzięcia modernizacyjnego USCG – Integrated Deepwater System Program.

## Zamówienie i budowa
W 2002 roku amerykańska straż wybrzeża uruchomiła program modernizacyjny Integrated Deepwater System Program. Scalał w sobie kilka postępowań zakupowych nowych jednostek patrolowych oraz statków powietrznych dla USCG. W jego ramach planowano kupić między innymi osiem pełnomorskich patrolowców (typ Legend) oraz następcę eksploatowanych wówczas kilku typów kutrów patrolowych, między innymi jednostek typu Island, w ramach programu Fast Response Cutter.
Nowe kutry patrolowe miały być docelowo szybkimi jednostkami interwencyjnymi, dysponując przy tym dużą jak na swoją klasę dzielnością morską i wysokim stopniem zaawansowania technicznego. Początkowo prace mające na celu opracowanie i wybudowanie jednostek zlecono konsorcjum w składzie: Lockheed Martin oraz Northrop Grumman. Program napotkał na liczne problemy, co doprowadziło do anulowania postępowania w 2007 roku. Zdaniem USCG przedstawiony wówczas projekt był na tyle wadliwy, że ewentualne wdrożenie jednostek do służby było obarczone dużym ryzykiem niepowodzenia.
USCG wciąż potrzebowała nowego typu kutrów patrolowych. Ostatecznie budowę nowych jednostek zlecono stoczni Bollinger Shipyards, mającej duże doświadczenie w budowie patrolowców. Stocznia odpowiadała w przeszłości za budowę jednostek patrolowych dla USCG, między innymi typu Island i Marine Protector oraz dostarczyła okręty patrolowe typu Cyclone dla amerykańskiej marynarki wojennej.
W odróżnieniu do wcześniejszego postępowania zamiast procedury „zaprojektuj i wybuduj”, zdecydowano się wykorzystać istniejący projekt patrolowców. W tym celu wybrano koncepcję holenderskiej firmy Damen i przyszłe kutry patrolowce USCG oparto na projekcie patrolowców Damen Stan Patrol 4708, dostosowanym do amerykańskich wymagań.
W 2008 roku stocznia otrzymała zamówienie na dostarczenie jednostki prototypowej, określonej mianem typu Sentinel. Zapotrzebowanie USCG na nowy typ kutrów patrolowych szacowano na maksymalnie trzydzieści cztery jednostki. Minimalne zapotrzebowanie określono na dwadzieścia cztery kutry. Prace przy pierwszej jednostce ukończono w 2011 roku, zaś rok później wcielono ją do służby jako USCGC „Bernard C. Webber” (WPC-1101). Wówczas zapotrzebowanie wzrosło do pięćdziesięciu ośmiu kutrów.
Do maja 2024 roku zakontraktowano łącznie sześćdziesiąt siedem kutrów typu Sentinel, z czego pięćdziesiąt pięć znajduje się w służbie. W 2021 roku USCGC „Benjamin Dailey” (WPC-1123) został wycofany ze służby z powodu znacznych uszkodzeń konstrukcyjnych spowodowanych przez pożar. Dostawy wszystkich zakontraktowanych jednostek mają zakończyć się do 2028 roku. W marcu 2024 roku zatwierdzono możliwość domówienia dodatkowych jednostek typu Sentinel, które operowałyby w rejonie Indo-Pacyfiku.

## Służba
W służbie amerykańskiej straży wybrzeża kutry patrolowe typu Sentinel wykorzystywane są przede wszystkim do ochrony portów morskich, torów podejściowych oraz infrastruktury krytycznej. Oprócz tego jednostki przeznaczone są do ochrony amerykańskich obszarów morskich, egzekwowania przepisów dotyczących rybołówstwa oraz zwalczania przestępczości narkotykowej i przemytu. Oprócz tego wspierają działania poszukiwawczo-ratownicze i obronne.

## Konstrukcja
Kutry patrolowe typu Sentinel mają długość kadłuba wynoszącą 46,8 metrów i wyporność 359 ton. Maksymalna szerokość kadłuba wynosi 8,11 metra, zaś zanurzenie – 2,9 metra. Kadłub wykonano ze stali, natomiast nadbudówkę – z aluminium. Napęd składa się z dwóch silników wysokoprężnych MTU o mocy 5800 KM każdy. W celu zwiększenia manewrowości zastosowano dziobowy ster strumieniowy. Napęd pozwala osiągnąć prędkość maksymalną wynoszącą 28 węzłów i maksymalny zasięg 2500 mil morskich. Autonomiczność określono na pięć dni, zaś załoga składa się z dwudziestu czterech osób.
Na wyposażeniu jednostek znajduje się pojedyncza łódź motorowa, którą ulokowano w części rufowej. Ich główne uzbrojenie stanowi zdalnie sterowany moduł uzbrojenia Mark 38 z 25-milimetrową armatą automatyczną Bushmaster. Moduł przeznaczony jest do zwalczania celów nawodnych i powietrznych. Za naprowadzanie ognia odpowiada optoelektroniczny system kierowania ogniem. Oprócz tego kutry dysponują czterema stanowiskami dla wielkokalibrowych karabinów maszynowych Browning M2.

## Galeria

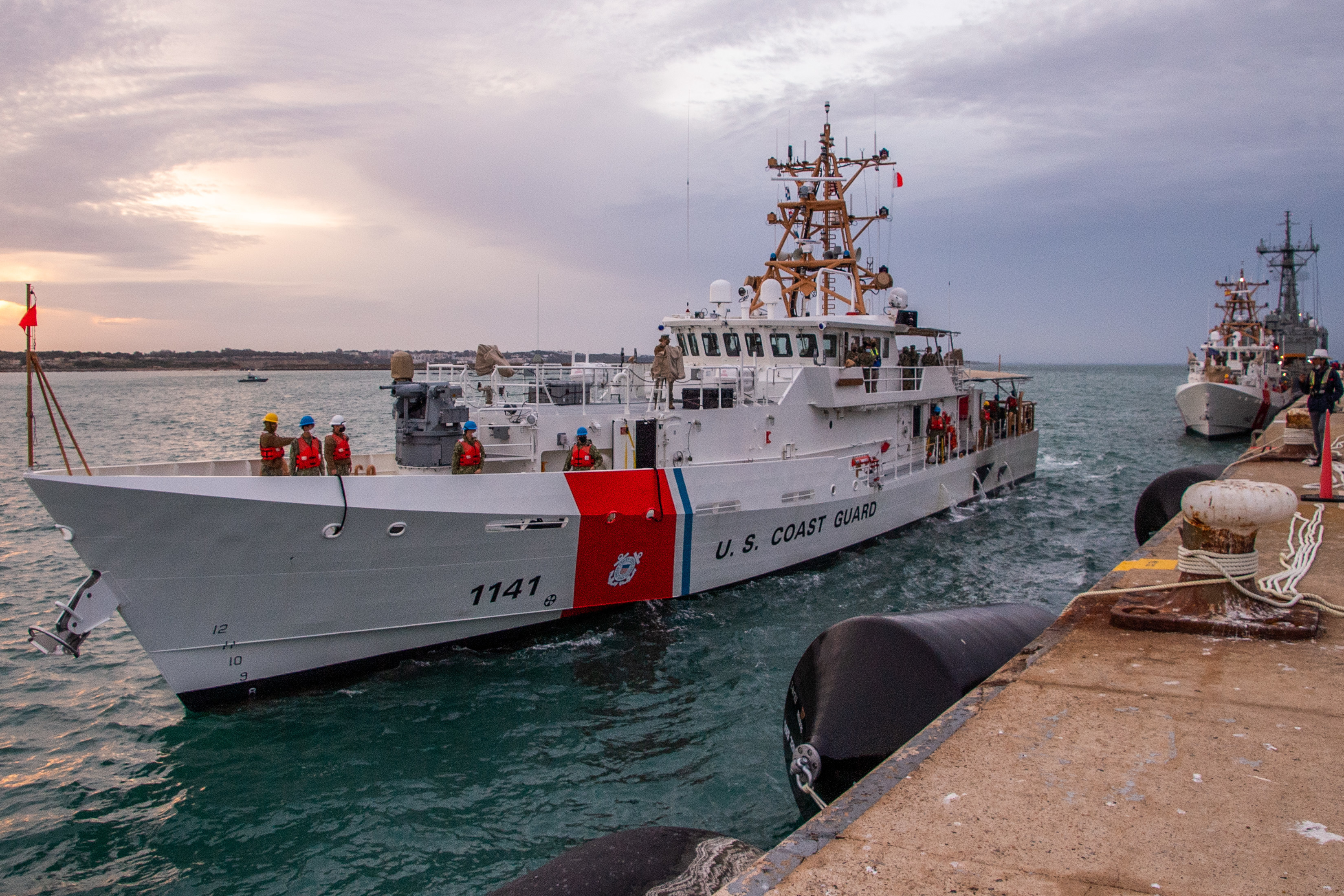
USCGC „Charles Moulthrope” (WPC 1141)
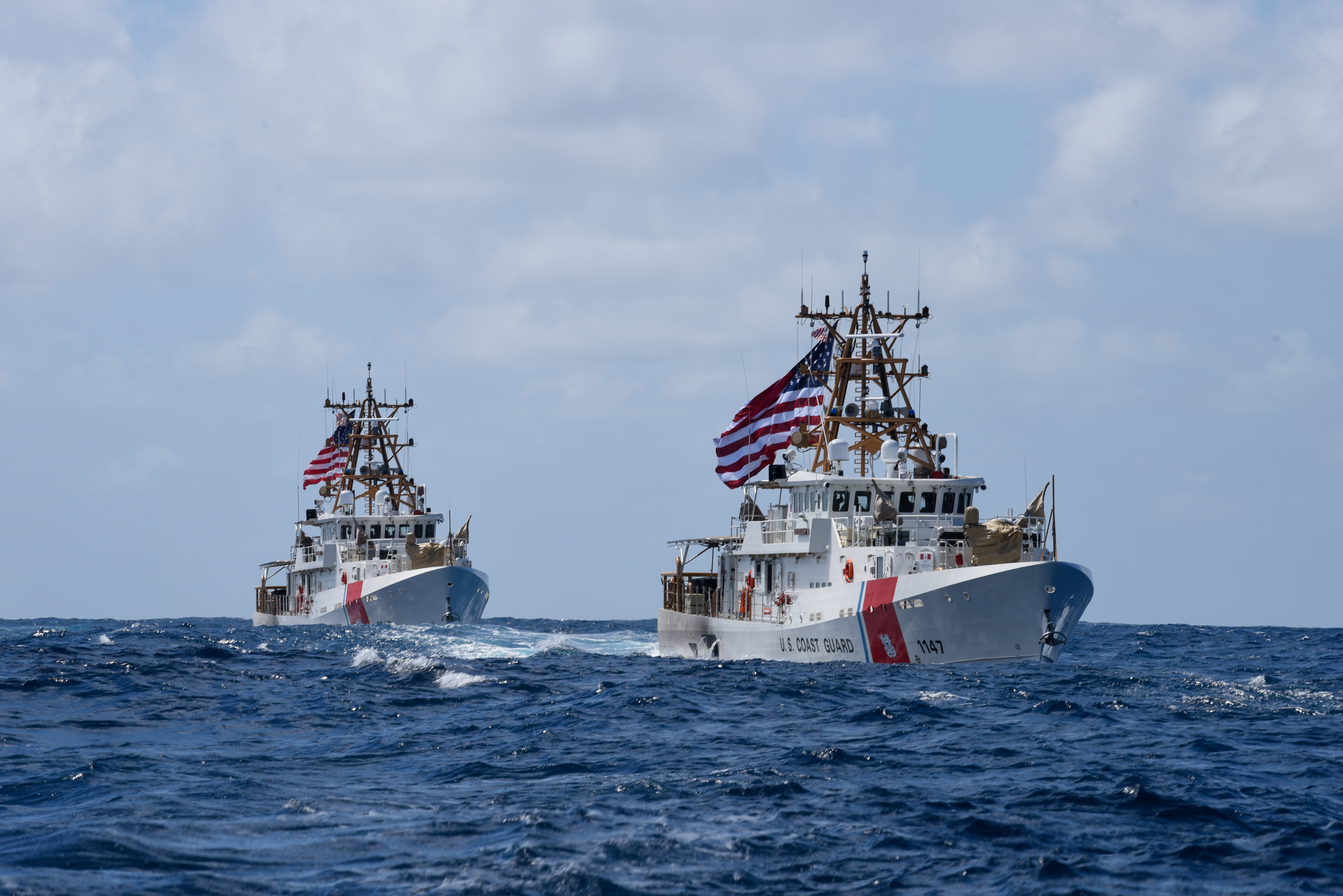
USCGC „Clarence Sutphin Jr.” (WPC 1147) oraz USCGC „John Scheuerman” (WPC 1146)
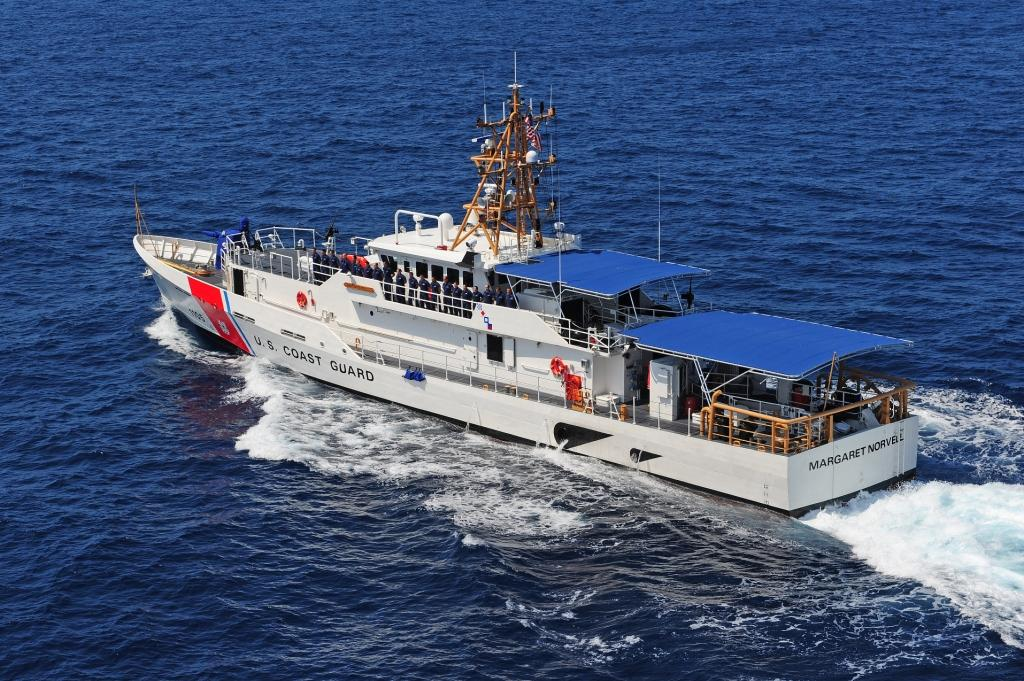
USCGC „Margaret Norvell” (WPC-1105)
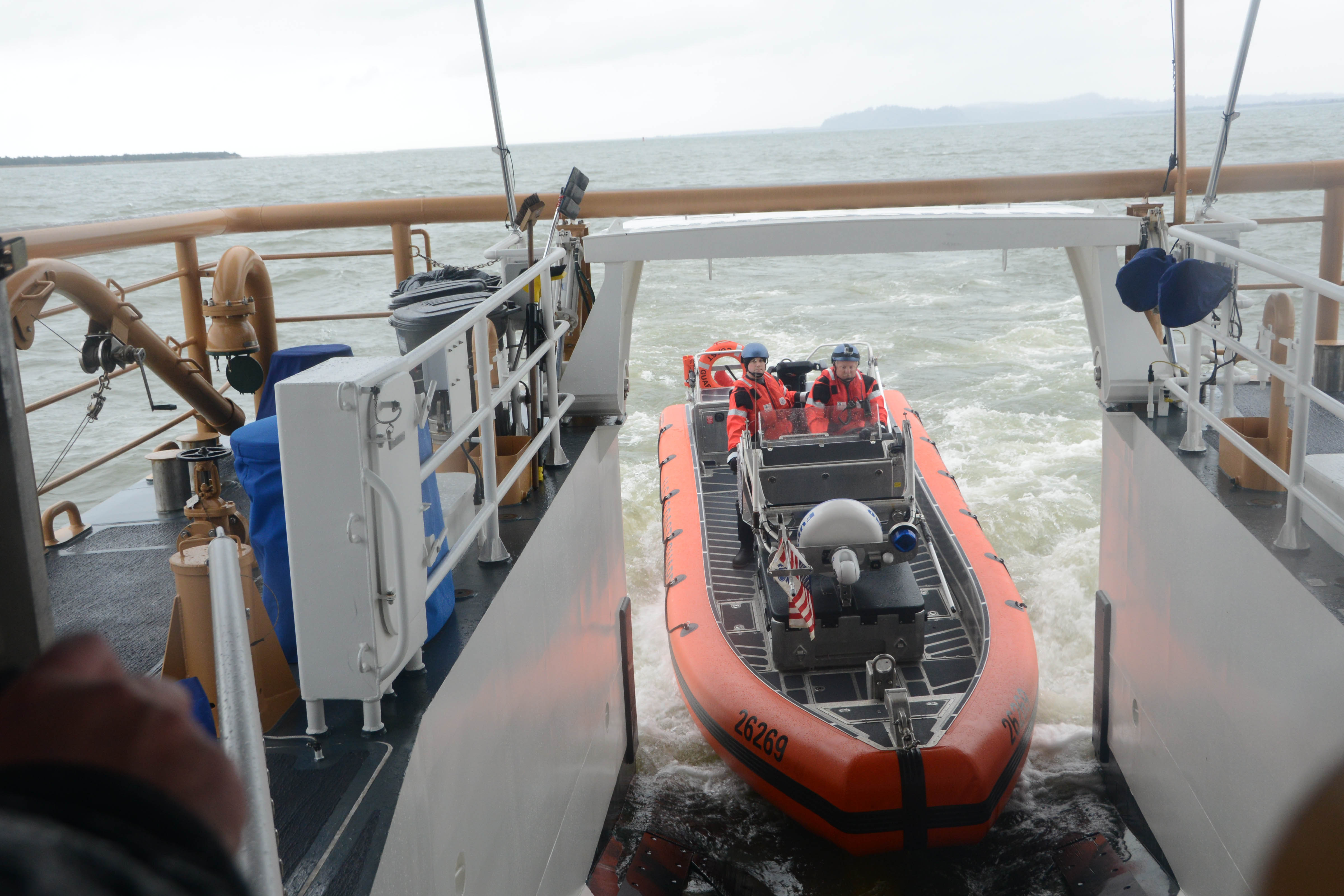
Rampa rufowa dla łodzi abordażowej